# 1019

## Evenimente
- Ingigerd Olofsdotter[1], fiica regelui Suediei Olof Skötkonung,  s-a căsătorit cu Iaroslav I cel Înțelept, Mare Cneaz al Novgorodului și Kievului.
- Timișoara (Tibiscum/Tibiskos/Tibiskon/Timbisko) este menționată pentru prima dată în documente scrise ale împăratului bizantin Basil al II-lea (Vasile II)

## Decese
- 6 octombrie: Frederic de Luxemburg  (n. 965)
- dată necunoscută: Gerberga de Burgundia  (n. 965)